# Abschnittsbefestigung Spitziger Berg
Die Abschnittsbefestigung Spitziger Berg befindet sich im Ortsteil Tannlohe der Oberpfälzer Gemeinde Birgland im Landkreis Amberg-Sulzbach von Bayern. Die Abschnittsbefestigung liegt 500 m ostsüdöstlich der Burgruine Lichtenegg auf der Kuppe des Spitzinger Berges. Das Objekt wird vom Bayerischen Landesamt für Denkmalpflege unter der Denkmalnummer D-3-6535-0022 als „Wallanlage vor- und frühgeschichtlicher oder mittelalterlicher Zeitstellung“ geführt.

## Beschreibung
Der kegelförmige Spitzinger Berg besitzt eine längliche Kuppe, die von einem niedrigen Felskamm überhöht wird. Ein Halsgraben trennt die eigentliche Bergspitze vom Hinterland ab. Im Süden des Felskamms ist von innen her ein kleiner 30 m langer Wall ausgehoben, der sich mit beiden Enden an den Felsen lehnt und einen schmalen Innenraum einschließt. Seine Höhe beträgt etwa 1 m. Ein Tordurchbruch wird durch übereinander greifende Wallschenkel angedeutet.